# 河原林佑介
河原林 佑介（かわらばやし ゆうすけ、1939年〈昭和14年〉8月23日 - ）は、日本の学者、実業家。

## 来歴
京都西陣に生まれ、同志社大学を中退し、カリフォルニア大学サンタバーバラ校を卒業。さらにカンザス大学大学院を卒業、学者としてそのまま米国に留まる。
パシフィック大学で語学の助教授/語学研究所所長として長年務めるが、後に多国籍企業に移り、ヨーロッパを拠点に世界を駆け巡るビジネスマンとなる。
その後に独立をして、自らの企業グループを作り上げ、南米、ヨーロッパ、アジアなどに事業を広げ、実業家として成功する。
米国のランバス大学（Lambuth University、現:メンフィス大学ランバス校）とウィリアム・ペン大学（William Penn University）から国際ビジネスの名誉博士号を授与される。
また米国のMarquis Who's Who刊行『Who's Who in the World（マーキーズ世界人名辞典）』や英国のInternational Biographical Centre刊行『Dictionary of International Biography（ケンブリッジ国際人名辞典）』に紹介され、1992年には米国大学連盟 (AICU) からビジネスマン ・オブ・ザ・イヤーとして表彰される。
現在は、ビジネス界から引退し、いろいろな企業の顧問や相談役などをしている。

## 年譜
- 1958年3月 – 京都市立日吉ヶ丘高等学校卒業。
- 1961年6月 – 同志社大学英文科中退。
- 1964年6月 – カリフォルニア大学サンタバーバラ校スペイン語科卒業（学士号）。
- 1966年6月 – カンザス大学大学院スペイン語科卒業（修士号）。
- 1966 - 1973年 カリフォルニア州パシフィック大学語学研究所所長兼スペイン語助教授
- 1972 - 1974年 全米外国語ラボ所長協会（National Association of Language Lab Directors-NALLD（現:International Association for Language Learning Technology（英語版）: IALLT））書記長
- 1974 - 1977年 ベストライン・プロダクツ・ジャパン副社長
- 1977 - 1980年 スイス・HFPインターナショナル本社上級副社長
- 1980 - 2011年 （株）SEC JAPANを東京に設立、代表取締役社長に就任
- 1981年 メゾン・アルベール・ドゥ・パリ極東総代理店に任命
- 1983年 アナハイム ディスポーザー社（現:Joneca Company LLC[2]）アジア代理店に任命
- 1982 - 2011年 SEC INTERNATIONAL姉妹会社14社の理事又は理事長
- 1982 - 2015年 IADSC（国際直販会社協会）設立者/理事長
- 1985年 ルイ・カトーズ・ドゥ・パリ（現:ルイキャトルズ Louis Quatorze）日本代理店に任命
- 1989年 アラン・ドロン化粧品日本総代理店に任命
- 1990年6月 – テネシー州ランバス大学（現：メンフィス大学ランバス校）国際ビジネス名誉博士号。
- 1992年 ピエール・カルダン日本代理店に任命
- 1996年6月 – アイオワ州ウィリアム・ペン大学国際ビジネス名誉博士号。
- 2001 - 2015年 米国BMCA社副社長兼上級アナリスト
- 2011年 - 現在 エレガンス・コンチネンタルがSEC JAPANを継承して、その代表者に就任
- 2011年 - 現在 JONECA社 (Joneca Company LLC[2]) 極東総代理店に任命

### 表彰
- 1972年 米国スペイン語・ポルトガル語教師協会から「優秀教師賞」を受賞
- 1995年 英国の『Dictionary of International Biography 1995[3]（国際人名辞典）』に掲載）p.302
- 1992年 米国大学連盟 (AICU) により「Businessman of the Year」に任命
- 1992年 テネシー州メンフィス市名誉市民に任命
- 1996年 アイオワ州オスカルーサ市名誉市民に任命
- 2002年 米国の『Who's Who in the World 2002（マーキーズ世界人名辞典）』に掲載[4] p.1082

## IADSC（国際直販会社協会）の設立
1982年にヨーロッパと南米の直販会社10社の社長たちと共に、ベルギーのブリュッセルに「直販会社協会 (L'Association Internationale des Compagnies de Vente Directe) 」を設立し、河原林佑介は会長に就任した。

協会の目的は、直販会社の正しい経営、商品の共同開発、そして訓練/指導者の交換などを通じて「正しい直販ビジネスの発展」を実現することであり、現在は世界中に多くの直販会社が会員として加盟している。

## LA ÉLÉGANCE CONTINENTALE (エレガンス・コンチネンタル)
1980年7月、東京都文京区に河原林佑介により輸出入業を兼ねた販売会社 (株)ソシエテ・エレガンス・コンチネンタル・ドゥ・フランスが設立され、美容健康関係の商品を中心に、全国に販売網を拡げた。
その過程において、アランドロン化粧品やルイカトーズ革製品などのブランド商品の代理店としても販売網を広げ、「国際直販会社協会」の中心的な販売会社となった。
こうして世界中の多数の販売会社と商品開発や訓練を通じて交流を深め、米国ランバス大学とウィリアム・ペン大学より国際ビジネス関係の名誉博士号が河原林社長に授与され、 1992年には米国大学連盟(AICU)により「Businessman of the Year」として表彰された。
2012年2月に河原林社長の引退を機に、新たにエレガンス・コンチネンタルが設立され、上記販売会社を引き継ぎ、現在美容健康関係の商品の輸出入、卸売業、小売業等を行なっている。